# Postau
Postau är en kommun och ort i Landkreis Landshut i Regierungsbezirk Niederbayern i förbundslandet Bayern i Tyskland.
Kommunen ingår i kommunalförbundet Wörth an der Isar tillsammans med kommunerna Weng och Wörth an der Isar.